# Watson Island
Pour les articles homonymes, voir Watson.
Watson Island est une île artificielle et quartier de la ville de Miami, aux États-Unis.
Elle se situe dans la baie de Biscayne au large des quartiers d'Omni (en) et du Downtown Miami. Elle est reliée à South Beach et au continent par la MacArthur Causeway.